# Rhys Williams (Leichtathlet)

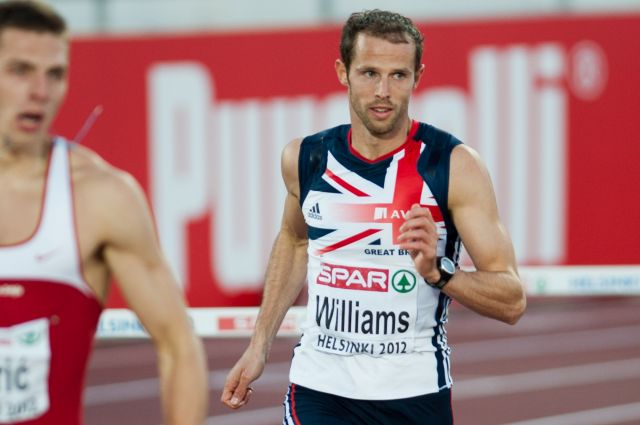
Rhys Williams 2012 bei den Europameisterschaften in Helsinki

Rhys Williams (* 27. Februar 1984 in Cardiff) ist ein walisischer Leichtathlet.
Rhys Williams war im 400-Meter-Hürdenlauf Jugendeuropameister 2001, Junioreneuropameister 2003 und U23-Europameister 2005. Bei den Commonwealth Games 2006 belegte er Rang vier in 49,09 s, 2010 gewann er in 49,19 s die Bronzemedaille.
Bei den Europameisterschaften 2006 gewann er die Bronzemedaille in 49,12 s vor Naman Keïta (Frankreich) in 49,13 s, den er mit einem energischen Sprint kurz vor der Ziellinie überholen konnte. Mit der britischen 4-mal-400-Meter-Staffel gewann er Silber hinter der französischen Staffel mit Keïta. Vier Jahre später gewann er bei den Europameisterschaften 2010 hinter seinem Landsmann David Greene die Silbermedaille über 400 Meter Hürden in persönlicher Bestzeit von 48,96 s. Nach Bronze 2006 und Silber 2010 gewann Williams bei den Europameisterschaften 2012 die Goldmedaille in 49,33 s.
Beim Glasgow Grand Prix 2014 war sein Dopingtest positiv und er wurde für vier Monate gesperrt.
Sein Vater J.J. Williams startete als Sprinter bei den Commonwealth Games 1970 und war 30-facher walisischer Nationalspieler im Rugby Union.